# Pseudamyciaea
Pseudamyciaea es un género de arañas cangrejo de la familia Thomisidae. Contiene una sola especie, Pseudamyciaea fuscicauda. La especie fue descrita por el francés Eugène Simon en 1905.
Aparece registrado en una sección de Mitteilungen aus dem Naturhistorischen Museum in Hamburg, 22.

## Distribución
Se distribuye por Asia, en Indonesia.